# Halastó, Vas
Halastó  este un sat în districtul Körmend, județul Vas, Ungaria, având o populație de 99 de locuitori (2011). 

## Demografie
Componența etnică a satului Halastó
     Maghiari (100%)
Componența confesională a satului Halastó
     Romano-catolici (84,85%)
     Necunoscută (15,15%)
Conform recensământului din 2011, satul Halastó avea 99 de locuitori. Din punct de vedere etnic, majoritatea locuitorilor (100,0%) erau maghiari.  Din punct de vedere confesional, majoritatea locuitorilor (84,85%) erau romano-catolici. Pentru 15,15% din locuitori nu este cunoscută apartenența confesională.